# Raymond d'Espouy
Pas d'image ? Cliquez ici
Raymond d'Espouy, né en 1892 à Monléon-Magnoac (Hautes-Pyrénées), mort le 20 février 1955 à Bagnères-de-Luchon, est un pyrénéiste français, peintre, puis exploitant agricole et cartographe des Pyrénées. 

## Biographie

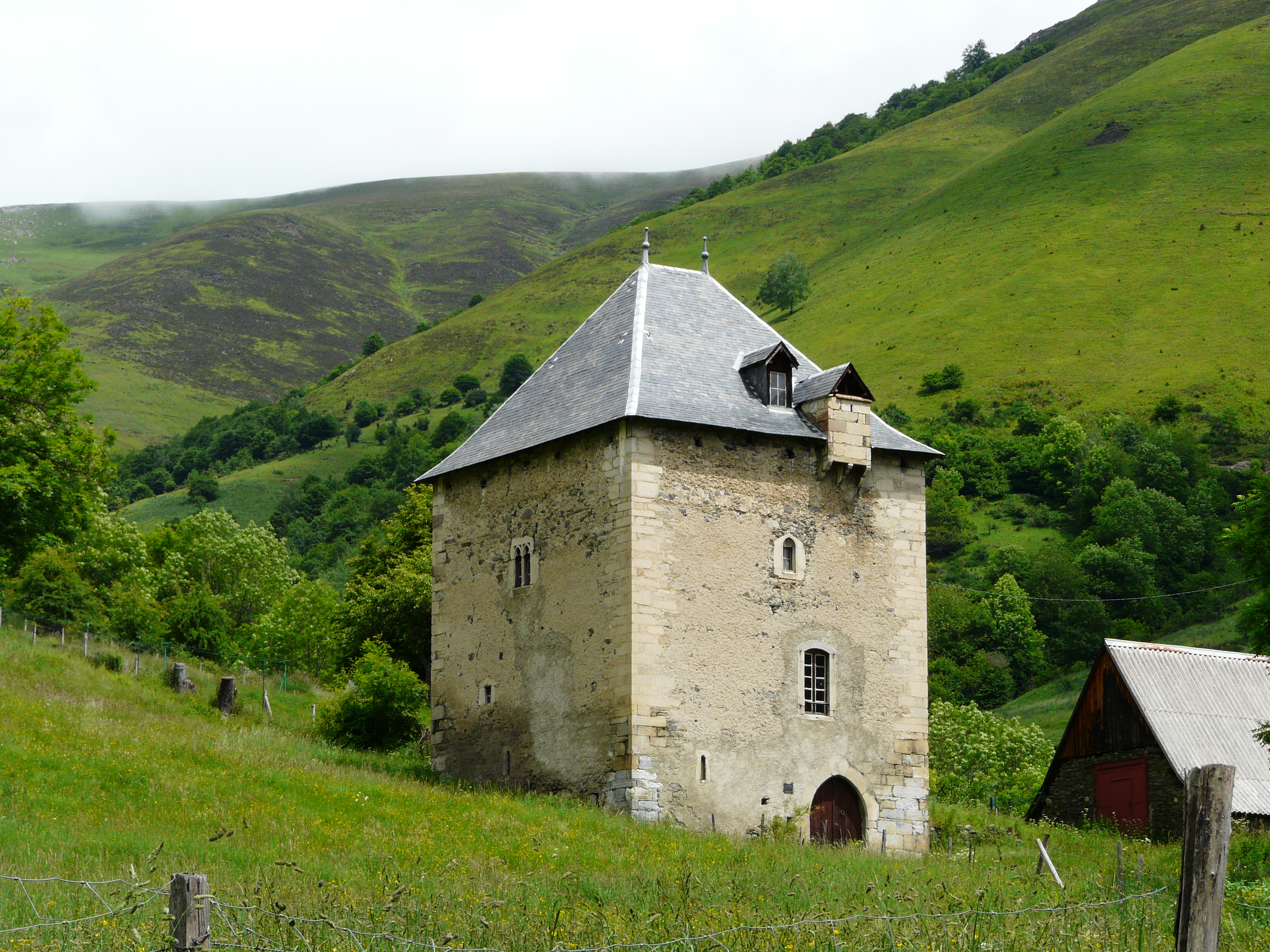
La tour de Mayrègne, propriété de Raymond d’Espouy

Raymond d’Espouy, né dans une famille gasconne, fait des études à l’école des beaux-arts de Paris où il est élève de son oncle Hector d'Espouy. Il est admis à la société des peintres de montagne et exposera régulièrement, laissant une œuvre assez considérable consacrée aux Pyrénées, dessins, aquarelles, huiles. Il a réalisé plusieurs tables d’orientation encore visibles. Il dessine tous les plans et cartes du guide Soubiron (1920).
Après la guerre de 1914-1918, il s’installe à Monléon-Magnoac comme exploitant agricole. Passionné par la montagne et par la cartographie, il acquiert l’un des orographes de Franz Schrader, avec lequel il s’exerce dans les massifs de l’Aneto, de la Maladeta, des Posets, du Mont Perdu. Il met ainsi au point le principe de la courbe éclairée pour améliorer le rendu du relief des cartes. Il réalise aussi beaucoup de dessins.
Il épouse Anne de Beaupuy, nièce d’Henri Brulle, et il éditera en 1949 les souvenirs de ce grand pyrénéiste, sous le titre Ascensions.
Membre du CAF depuis l’âge de quinze ans, il est un des collaborateurs de Jean Arlaud et de son Groupe des Jeunes. Il est adhérent au Cercle excursionniste de Catalogne (CEC), aux Montañeros de Aragón.
Fort de ses nombreuses relations avec les pyrénéistes français et surtout espagnols, il crée les Amitiés montagnardes, une association qui donne lieu à de multiples rencontres dans sa propriété de la tour de Mayrègne, en vallée d'Oueil.
Il étudie en particulier le massif du Cotiella. En 1954, avec Pierre Billon (1917-2002), il réalise la première ascension de la pointe du Cotieilla qui portera son nom : le pic d’Espouy. Les Catalans de la fédération espagnole de montagne (FEM) demandent en 1956 cette dénomination, et l’obtiennent en 1958.
À partir de 1949 il se met à la pratique de la spéléologie, d’abord dans le massif des Posets, puis dans l’Aude et l’Ariège.
Il meurt en 1955 sous une avalanche dans le vallon de la Frèche lors d'une ascension hivernale du pic d'Aneto à skis. 
Sa fille Chantal d’Espouy est aussi une pyrénéiste de haut niveau qui a pratiqué toutes les disciplines d’escalade. Elle est par ailleurs auteur de recueils de poésie et de textes sur les Pyrénées. Elle est décédée en 2018.

## Sources
- André Lévy,  « Espouy (Raymond d') » dans Le Dictionnaire des Pyrénées, Toulouse, Privat, 1999, 923 p. (ISBN 2708968165)
- Site pirénées-pireneus
- revue Pyrénées numéro 224, 4e trimestre 2005  www.revue-pyrenees.com
- Site Pyrénées-passion